# Ер (департман)
Ер (фр. Eure) департман је у северној Француској. Припада региону Горња Нормандија, а главни град департмана (префектура) је Евре. Департман Ер је означен редним бројем 27. Његова површина износи 6.040 км². По подацима из 2010. године у департману Ер је живело 586.543 становника, а густина насељености је износила 97 становника по км².
Овај департман је административно подељен на:
- 3 округа
- 43 кантона и
- 675 општина.

## Демографија
| 1999.   | 2011.   |
| ------- | ------- |
| 541.054 | 588.111 |